# Défense de Van
Vous lisez un « bon article » labellisé en 2015.
Ne doit pas être confondu avec Résistance de Van.
Campagne du Caucase
Première Guerre mondiale
Batailles
- Offensive Bergmann
- Sarikamis
- Ardahan (en)
- Van
- Manzikert
- Kara Killisse
- Erzurum
- Trébizonde (en)
- Bitlis
- Erzincan
- Expédition allemande
- Sardarapat
- Abaran
- Karakilisa
- Bakou

La défense de Van (également connue sous le nom de siège de Van ou résistance de Van pour les Arméniens ; arménien : Վանի հերոսամարտ Vani herosamart et rébellion ou révolte de Van pour les Turcs ; turc : Van İsyanı/İhtilâli) est une insurrection qui s'est déroulée en 1915, au cours de la campagne du Caucase, face aux massacres de l'Empire ottoman contre la population arménienne dans le vilayet de Van. Plusieurs observateurs contemporains et historiens qui suivirent ont affirmé que le gouvernement ottoman avait délibérément incité la résistance armée arménienne en imposant d'épouvantables conditions aux Arméniens, pour justifier le génocide des Arméniens qui commençait dans l'empire. Toutefois, les décisions de déportation et d'extermination ont été prises avant cet épisode.
Les témoignages recueillis montrent que l'attitude des Arméniens à Van et aux alentours a bien constitué un acte de résistance face au massacre. Il s'agit de l'un des rares cas pendant le génocide arménien où les Arméniens se sont battus contre les forces armées de l'empire. Après cinq semaines de combats acharnés, les troupes russes entrent dans la ville mettant en fuite les troupes turques. Elles découvrent les cadavres de quelque 55 000 civils arméniens massacrés.

## Historique

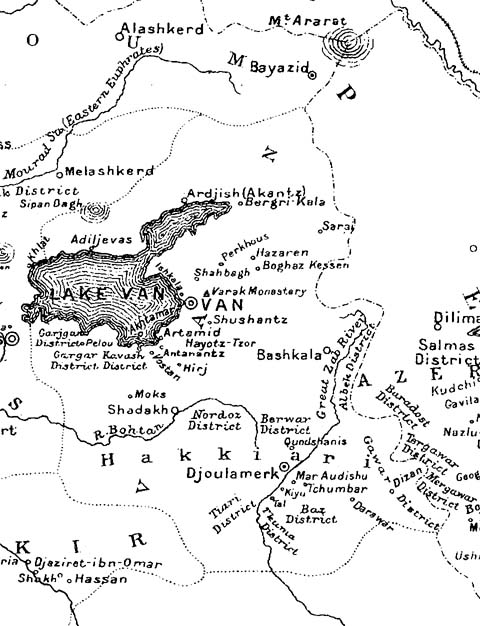
Carte du vilayet de Van et du district voisin Ourmia.

Pendant la fin de la période ottomane, Van est un centre important de la vie culturelle, sociale et économique arménienne. Mkrtich Khrimian met en place une presse typographique à Van, et lance par la suite le Vaspurakan Ardzvi (Aigle de Vaspourakan), la première publication périodique en Arménie. En 1885, le parti Arménakan est fondé dans la ville de Van. Peu de temps après, les partis Hentchak et Dachnak, de tendance autonomiste, voire indépendantiste, établissent des branches dans la ville.
Tout au long des années 1895-1896, les Arméniens dans l'Empire ottoman subissent une vague de massacres communément appelés les massacres hamidiens. Alors que Van a largement évité les massacres en 1895, les Ottomans effectuent une expédition militaire en juin 1896. Les Arméniens, initialement en mesure de se défendre à Van, acceptent cependant de se désarmer en échange de garanties de sécurité, puis sont massacrés, avec la mort de plus de 20 000 Arméniens.
Les indicateurs démographiques de la province de Van à l'avant-guerre (Première Guerre mondiale) varient selon les sources. Les principales localités habitées par les Arméniens sont la ville de Van (divisée en trois : Havasor (Gürpınar), Timar (Gedikbulak) et Archak (Ercek)). Les Arméniens vivent également dans le district d'Erciş (Akants, Artchesh) au nord de la province, et le district de Çatak (Chatakh), Başkale (Bachkalé) et Bahçesaray (Moks) au sud de la province. Le recensement du patriarcat entre février 1913 et août 1914 évoque une population arménienne de 110 897 personnes. Les estimations ottomanes de 1914 à partir du recensement de 1906 font état d'une population d'origine arménienne de 67 797 personnes. Les statistiques ottomanes de 1914 sont contestées par les historiens car abaissant volontairement le nombre d'Arméniens des six vilayets arméniens en raison de leur demande de plus d'autonomie,.
Le rapport secret sur les massacres d'Arménie de Johannes Lepsius mentionne : « le vilayet de Van comptait, sur une population de 542 000 habitants, 290 200 chrétiens dont 192 000 Arméniens et 98 000 Syriens. Il y a de plus 5 000 Juifs. La minorité de 247 000 Mahométans se compose de 210 000 Kurdes, 30 500 Turcs et 500 Tcherkesses. Les Yézidis (les prétendus adorateurs du diable) sont 5 400 et les Tziganes 600 ».
L'estimation de la population de la ville de Van est plus difficile. De vastes mouvements de population à l'intérieur et autour de la ville ont eu lieu à la suite de la détérioration de la situation économique et politique avant la Première Guerre mondiale. Le dénombrement de la population par les Ottomans à l'époque enregistre 79 000 musulmans et 34 000 Arméniens dans la ville de Van, y compris les zones environnantes. La population arménienne de la ville de Van s'élève à environ 30 000 personnes à l'automne 1914.
| Population de la province de Van selon le recensement du patriarcat arménien de 1913-1914, | Population de la province de Van selon le recensement du patriarcat arménien de 1913-1914, | Population de la province de Van selon le recensement du patriarcat arménien de 1913-1914, | Population de la province de Van selon le recensement du patriarcat arménien de 1913-1914, | Population de la province de Van selon le recensement du patriarcat arménien de 1913-1914, | Population de la province de Van selon le recensement du patriarcat arménien de 1913-1914, | Population de la province de Van selon le recensement du patriarcat arménien de 1913-1914, | Population de la province de Van selon le recensement du patriarcat arménien de 1913-1914, | Population de la province de Van selon le recensement du patriarcat arménien de 1913-1914, | Population de la province de Van selon le recensement du patriarcat arménien de 1913-1914, | Population de la province de Van selon le recensement du patriarcat arménien de 1913-1914, | Population de la province de Van selon le recensement du patriarcat arménien de 1913-1914, | Population de la province de Van selon le recensement du patriarcat arménien de 1913-1914, | Population de la province de Van selon le recensement du patriarcat arménien de 1913-1914, | Population de la province de Van selon le recensement du patriarcat arménien de 1913-1914, | Population de la province de Van selon le recensement du patriarcat arménien de 1913-1914, | Population de la province de Van selon le recensement du patriarcat arménien de 1913-1914, | Population de la province de Van selon le recensement du patriarcat arménien de 1913-1914, | Population de la province de Van selon le recensement du patriarcat arménien de 1913-1914, | Population de la province de Van selon le recensement du patriarcat arménien de 1913-1914, | Population de la province de Van selon le recensement du patriarcat arménien de 1913-1914, | Population de la province de Van selon le recensement du patriarcat arménien de 1913-1914, |
| Lieu géographique                                                                          | Localités                                                                                  | Arméniens                                                                                  |                                                                                            |                                                                                            |                                                                                            |                                                                                            |                                                                                            |                                                                                            |                                                                                            |                                                                                            |                                                                                            |                                                                                            |                                                                                            |                                                                                            |                                                                                            |                                                                                            |                                                                                            |                                                                                            |                                                                                            |                                                                                            |                                                                                            |
| Sandjak de Van                                                                             | Sandjak de Van                                                                             | Sandjak de Van                                                                             | Sandjak de Van                                                                             | Sandjak de Van                                                                             | Sandjak de Van                                                                             | Sandjak de Van                                                                             | Sandjak de Van                                                                             | Sandjak de Van                                                                             | Sandjak de Van                                                                             | Sandjak de Van                                                                             | Sandjak de Van                                                                             | Sandjak de Van                                                                             | Sandjak de Van                                                                             | Sandjak de Van                                                                             | Sandjak de Van                                                                             | Sandjak de Van                                                                             | Sandjak de Van                                                                             | Sandjak de Van                                                                             | Sandjak de Van                                                                             | Sandjak de Van                                                                             | Sandjak de Van                                                                             |
| ------------------------------------------------------------------------------------------ | ------------------------------------------------------------------------------------------ | ------------------------------------------------------------------------------------------ | ------------------------------------------------------------------------------------------ | ------------------------------------------------------------------------------------------ | ------------------------------------------------------------------------------------------ | ------------------------------------------------------------------------------------------ | ------------------------------------------------------------------------------------------ | ------------------------------------------------------------------------------------------ | ------------------------------------------------------------------------------------------ | ------------------------------------------------------------------------------------------ | ------------------------------------------------------------------------------------------ | ------------------------------------------------------------------------------------------ | ------------------------------------------------------------------------------------------ | ------------------------------------------------------------------------------------------ | ------------------------------------------------------------------------------------------ | ------------------------------------------------------------------------------------------ | ------------------------------------------------------------------------------------------ | ------------------------------------------------------------------------------------------ | ------------------------------------------------------------------------------------------ | ------------------------------------------------------------------------------------------ | ------------------------------------------------------------------------------------------ |
| Van                                                                                        | 116                                                                                        | 53 589                                                                                     |                                                                                            |                                                                                            |                                                                                            |                                                                                            |                                                                                            |                                                                                            |                                                                                            |                                                                                            |                                                                                            |                                                                                            |                                                                                            |                                                                                            |                                                                                            |                                                                                            |                                                                                            |                                                                                            |                                                                                            |                                                                                            |                                                                                            |
| Perkri                                                                                     | 41                                                                                         | 5 152                                                                                      |                                                                                            |                                                                                            |                                                                                            |                                                                                            |                                                                                            |                                                                                            |                                                                                            |                                                                                            |                                                                                            |                                                                                            |                                                                                            |                                                                                            |                                                                                            |                                                                                            |                                                                                            |                                                                                            |                                                                                            |                                                                                            |                                                                                            |
| Erciş                                                                                      | 54                                                                                         | 10 381                                                                                     |                                                                                            |                                                                                            |                                                                                            |                                                                                            |                                                                                            |                                                                                            |                                                                                            |                                                                                            |                                                                                            |                                                                                            |                                                                                            |                                                                                            |                                                                                            |                                                                                            |                                                                                            |                                                                                            |                                                                                            |                                                                                            |                                                                                            |
| Adilcevaz                                                                                  | 25                                                                                         | 6 460                                                                                      |                                                                                            |                                                                                            |                                                                                            |                                                                                            |                                                                                            |                                                                                            |                                                                                            |                                                                                            |                                                                                            |                                                                                            |                                                                                            |                                                                                            |                                                                                            |                                                                                            |                                                                                            |                                                                                            |                                                                                            |                                                                                            |                                                                                            |
| Mahmudiye                                                                                  | 4                                                                                          | 826                                                                                        |                                                                                            |                                                                                            |                                                                                            |                                                                                            |                                                                                            |                                                                                            |                                                                                            |                                                                                            |                                                                                            |                                                                                            |                                                                                            |                                                                                            |                                                                                            |                                                                                            |                                                                                            |                                                                                            |                                                                                            |                                                                                            |                                                                                            |
| Kiavaş                                                                                     | 25                                                                                         | 6 851                                                                                      |                                                                                            |                                                                                            |                                                                                            |                                                                                            |                                                                                            |                                                                                            |                                                                                            |                                                                                            |                                                                                            |                                                                                            |                                                                                            |                                                                                            |                                                                                            |                                                                                            |                                                                                            |                                                                                            |                                                                                            |                                                                                            |                                                                                            |
| Karcikan                                                                                   | 36                                                                                         | 7 281                                                                                      |                                                                                            |                                                                                            |                                                                                            |                                                                                            |                                                                                            |                                                                                            |                                                                                            |                                                                                            |                                                                                            |                                                                                            |                                                                                            |                                                                                            |                                                                                            |                                                                                            |                                                                                            |                                                                                            |                                                                                            |                                                                                            |                                                                                            |
| Moks                                                                                       | 45                                                                                         | 4 459                                                                                      |                                                                                            |                                                                                            |                                                                                            |                                                                                            |                                                                                            |                                                                                            |                                                                                            |                                                                                            |                                                                                            |                                                                                            |                                                                                            |                                                                                            |                                                                                            |                                                                                            |                                                                                            |                                                                                            |                                                                                            |                                                                                            |                                                                                            |
| Chadakh et Nordouz                                                                         | 65                                                                                         | 8 433                                                                                      |                                                                                            |                                                                                            |                                                                                            |                                                                                            |                                                                                            |                                                                                            |                                                                                            |                                                                                            |                                                                                            |                                                                                            |                                                                                            |                                                                                            |                                                                                            |                                                                                            |                                                                                            |                                                                                            |                                                                                            |                                                                                            |                                                                                            |
| Sous-total                                                                                 | 411                                                                                        | 103 432                                                                                    |                                                                                            |                                                                                            |                                                                                            |                                                                                            |                                                                                            |                                                                                            |                                                                                            |                                                                                            |                                                                                            |                                                                                            |                                                                                            |                                                                                            |                                                                                            |                                                                                            |                                                                                            |                                                                                            |                                                                                            |                                                                                            |                                                                                            |
| Sandjak de Hakkari                                                                         |                                                                                            |                                                                                            |                                                                                            |                                                                                            |                                                                                            |                                                                                            |                                                                                            |                                                                                            |                                                                                            |                                                                                            |                                                                                            |                                                                                            |                                                                                            |                                                                                            |                                                                                            |                                                                                            |                                                                                            |                                                                                            |                                                                                            |                                                                                            |                                                                                            |
| Culamerk                                                                                   | 5                                                                                          | 534                                                                                        |                                                                                            |                                                                                            |                                                                                            |                                                                                            |                                                                                            |                                                                                            |                                                                                            |                                                                                            |                                                                                            |                                                                                            |                                                                                            |                                                                                            |                                                                                            |                                                                                            |                                                                                            |                                                                                            |                                                                                            |                                                                                            |                                                                                            |
| Hochab                                                                                     | 12                                                                                         | 1 746                                                                                      |                                                                                            |                                                                                            |                                                                                            |                                                                                            |                                                                                            |                                                                                            |                                                                                            |                                                                                            |                                                                                            |                                                                                            |                                                                                            |                                                                                            |                                                                                            |                                                                                            |                                                                                            |                                                                                            |                                                                                            |                                                                                            |                                                                                            |
| Elbag                                                                                      | 20                                                                                         | 3 505                                                                                      |                                                                                            |                                                                                            |                                                                                            |                                                                                            |                                                                                            |                                                                                            |                                                                                            |                                                                                            |                                                                                            |                                                                                            |                                                                                            |                                                                                            |                                                                                            |                                                                                            |                                                                                            |                                                                                            |                                                                                            |                                                                                            |                                                                                            |
| Kiavar                                                                                     | 2                                                                                          | 1 680                                                                                      |                                                                                            |                                                                                            |                                                                                            |                                                                                            |                                                                                            |                                                                                            |                                                                                            |                                                                                            |                                                                                            |                                                                                            |                                                                                            |                                                                                            |                                                                                            |                                                                                            |                                                                                            |                                                                                            |                                                                                            |                                                                                            |                                                                                            |
| Sous-total                                                                                 | 39                                                                                         | 7 465                                                                                      |                                                                                            |                                                                                            |                                                                                            |                                                                                            |                                                                                            |                                                                                            |                                                                                            |                                                                                            |                                                                                            |                                                                                            |                                                                                            |                                                                                            |                                                                                            |                                                                                            |                                                                                            |                                                                                            |                                                                                            |                                                                                            |                                                                                            |
| Total                                                                                      | 450                                                                                        | 110 897                                                                                    |                                                                                            |                                                                                            |                                                                                            |                                                                                            |                                                                                            |                                                                                            |                                                                                            |                                                                                            |                                                                                            |                                                                                            |                                                                                            |                                                                                            |                                                                                            |                                                                                            |                                                                                            |                                                                                            |                                                                                            |                                                                                            |                                                                                            |

## Prélude: front du Caucase
Le 30 octobre 1914, après un échange de tirs au cours de la poursuite du Goeben et du Breslau, l'Empire ottoman entre dans la Première Guerre mondiale. La province de Van est située entre la Perse et le Caucase. Les itinéraires les plus accessibles qui relient la Perse, la Russie, la Mésopotamie et l'Anatolie passent à travers la province. Van a une haute valeur stratégique en raison de son emplacement. Le premier engagement de la campagne du Caucase a lieu le 2 novembre 1914, avec l'offensive Bergmann au cours de laquelle les Russes arrivent à la ligne Kara Kilise (rebaptisé Karaköse en novembre 1919, aujourd'hui Ağrı) - Beyazit (Doğubayazıt).
Le ministre de la Guerre ottoman, Enver Pacha, veut encercler les forces russes entre Sarıkamış et Ardahan. La 3e armée ottomane, qui s'engouffre sans préparation logistique en Transcaucasie, est écrasée par l'armée russe en janvier 1915, lors de la bataille de Sarikamis. Après son retour à Constantinople, Enver reproche sa défaite aux Arméniens vivant dans la région, en les accusant d'avoir pris activement parti pour la Russie, causant la défaite à Sarikamis, ce qui est démenti par les observateurs sur place.
Le 11 décembre 1914, les préparations ottomanes pour la campagne de Perse commencent avec l'ordre d'Enver Pacha de former une force provisoire qui sera acheminée en Perse à travers la province de Van. Alors que les préparatifs turcs sont en cours, les Russes transfèrent le général arménien Tovmas Nazarbékian dans l'Azerbaïdjan persan sous occupation russe, en renfort de la brigade cosaque persane de Fiodor Tchernozoubov, qui a été déployée opérationnellement en Perse depuis 1906. Pendant cette période, les autorités ottomanes distribuent 24 000 fusils pour les Kurdes en Perse et dans la province de Van. Le 1er corps expéditionnaire ottoman est assigné au chef du renseignement du quartier général ottoman, le lieutenant-colonel Kâzım Karabekir Bey. Le 5e corps expéditionnaire est sous les ordres du lieutenant-colonel Halil Kut, oncle d'Enver Pacha, par la suite vainqueur des Britanniques à Kut-el-Amara le 29 avril 1916.
Le 1er corps expéditionnaire est une unité structurellement autonome, capable d'opérations indépendantes, assistée du 7e et du 9e régiments d'infanterie, et disposant d'un détachement de cavalerie, un hôpital de campagne, une unité de transport, une section de renseignement, un bataillon d'obusiers de montagne avec deux batteries, un équipement télégraphique, une batterie de terrain, un bataillon de réparation d'équipement, un dépôt de remplacement et de moyen de transport actifs. Le 10 janvier 1915, tandis que le 1er corps expéditionnaire se dirige vers l'Azerbaïdjan persan, le plan initial est abandonné. En raison des pertes turques subies à la désastreuse bataille de Sarikamis, le 1er corps expéditionnaire se trouve affecté à la 3e armée. Le 11 janvier 1915, le 5e corps expéditionnaire reçoit l'ordre d'aller au nord vers Erzurum et onze jours plus tard, le 1er corps expéditionnaire s'y rend aussi. Le régiment de gendarmerie de Van sous le commandement d'état-major de Köprülü Kâzım Bey (Özalp), qui allait devenir le ministre de la Défense nationale et le président de la Grande Assemblée nationale de Turquie, est alors la seule force disponible à la frontière persane. Plus tôt, le 14 décembre 1914, la division de gendarmerie mobile de Van a assumé le rôle de sécuriser la route de la Perse à travers la vallée de Kotur (Col de Kotur). Cette formation paramilitaire est légèrement équipée d'artillerie et de mitrailleuses, étant principalement adaptée pour les fonctions de sécurité internes plutôt que pour l'invasion d'un pays voisin.
En plus de ces activités militaires, durant la période 1914-1915, des missionnaires américains et allemands présents dans la région signalent des cas de massacres de la population arménienne. Selon une source, les 52 villages arméniens près de Beyazit et Eleskirt sont perquisitionnés, pillés et détruits par les régiments de cavalerie hamidiés.

## Forces en présence
Après les énormes pertes de la 3e armée dans la bataille de Sarikamis, la gendarmerie, originellement chargée des fonctions de police parmi les populations civiles, est transférée à la 3e armée au moment où l'armée ottomane essaie de restaurer l'efficacité au combat de ses forces militaires opérationnelles. Le 24 février 1915, les Ottomans envoient les unités de gendarmerie de Harput, Diyarbakir et Bitlis à la ville de Van. Il y a 52 000 troupes ottomanes dans la zone de guerre du Caucase au cours de cette période, dont 75 % situés au nord de la zone de guerre, au-delà de la province de Van. Les unités ottomanes dans la province de Van sont constituées de subdivisions de gendarmerie de Van qui sont restés sous le contrôle du gouverneur. La division de gendarmerie de Van comprend également l'unité d'artillerie de Rafael de Nogales. La 36e division d'infanterie est assemblée en Mésopotamie avec comme objectif de contrôler la partie sud, près du lac de Van. Le 1er corps expéditionnaire tient le front au sud du lac de Van. Un bataillon surnommé le « bataillon de bouchers » (en turc kasap taburu) apparenté à l'Organisation spéciale et comptant environ 5 000 hommes est présent au cours des événements. Ce bataillon est sous les ordres directs de Djevdet Bey.
| Les unités de la 3e armée dans la province de Van (4 juin) | Les unités de la 3e armée dans la province de Van (4 juin) |
| ---------------------------------------------------------- | ---------------------------------------------------------- |
| Division de gendarmerie de Van                             | 2 500                                                      |
| 36e division d'infanterie                                  | 5 400                                                      |
| 1er corps expéditionnaire                                  | 7 500                                                      |
| Régiment de Bagdad                                         | 560                                                        |
| Total                                                      | 15 960                                                     |

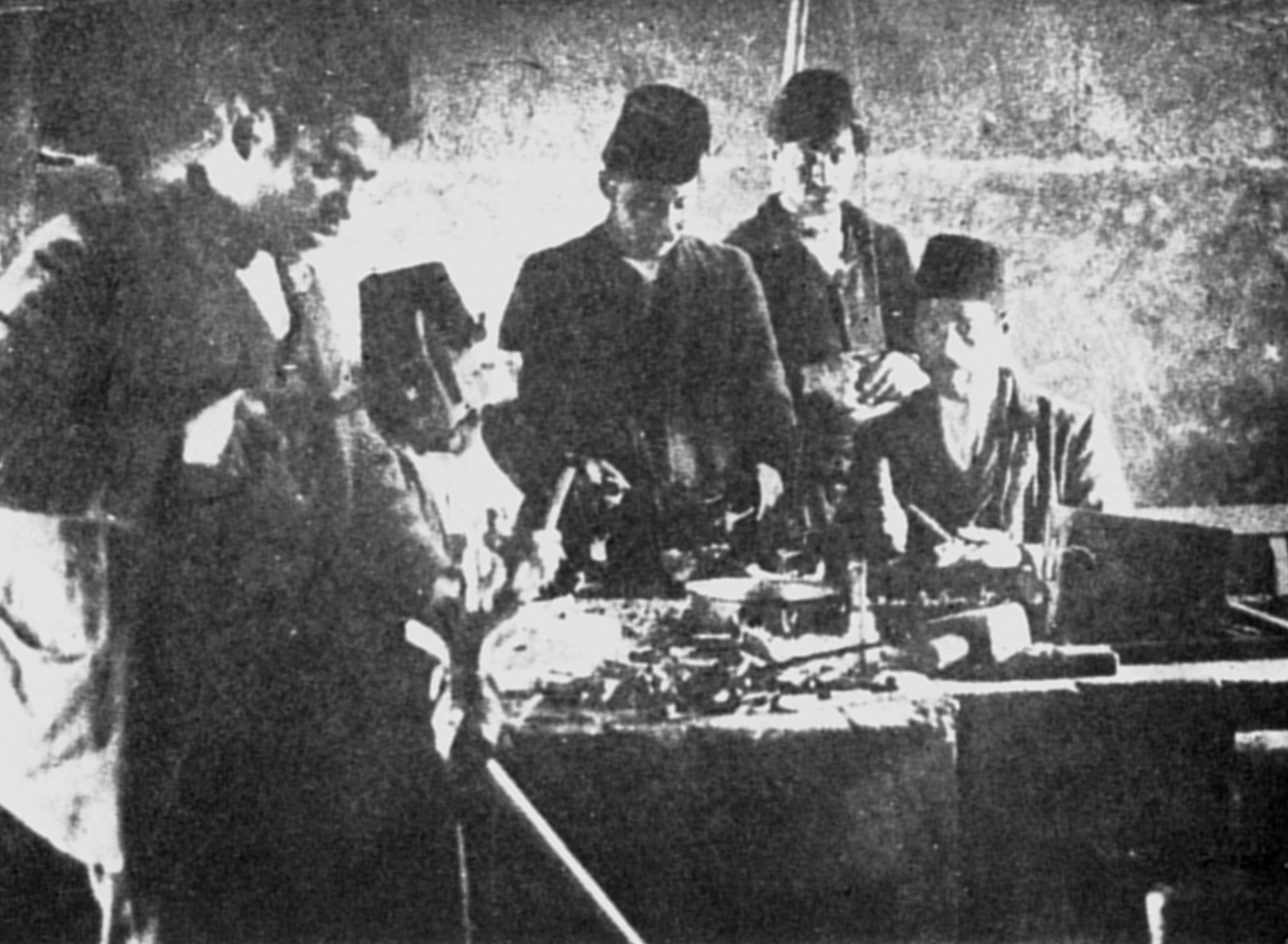
Arméniens fabriquant des cartouches à la main.

La population arménienne organise la résistance dans la ville. Une autorité unifiée (« l'Autorité de la Défense militaire ») constituée d'Armenak Ekarian, Aram Manoukian, Kaytsak Arakel, Bulgaratsi Gregory, Gabriel Semerjian, Hrant Galikian et Panos Terlemezian est créée pour l'occasion. Des services de secours sont mis en place comprenant la distribution de nourriture et d'aide médicale, ainsi qu'un atelier d'arme (une manufacture de poudre et d'armes qui pouvait produire deux canons). Fondée pour l'occasion, l'Union des femmes est principalement engagée dans la fabrication de vêtements pour les combattants. Face au danger imminent, des représentants de divers partis politiques arméniens (Ramkavar, Dachnaks) se mobilisent. Les défenseurs de Van ne représentent pas plus de 1 500 combattants, disposant de 505 fusils et 750 pistolets Mauser ainsi qu'une petite quantité de munitions. L'Autorité de la défense militaire impose donc d'utiliser les munitions avec parcimonie. Le quartier Aygestan est divisé en cinq zones de défense avec 73 positions distinctes.

## Chronologie

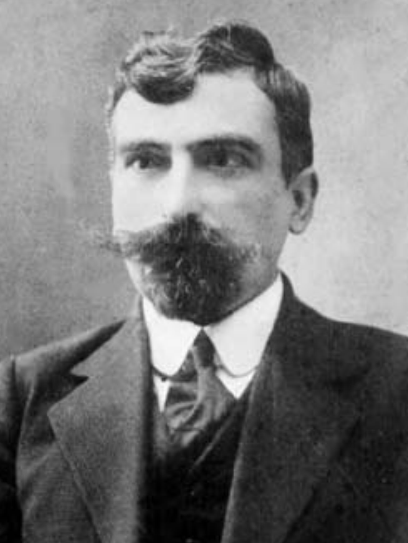
Aram Manoukian a été le leader tout au long des conflits. Il est fait gouverneur de la province.

Le gouverneur de Van, Hasan Tahsin Bey, se retrouve à l'aube de la guerre officieusement secondé à la tête du vilayet par Djevdet Bey, applicateur zélé des ordres du régime et beau-frère d'Enver Pacha, qui reçoit le double titre provisoire de gouverneur militaire de Van et de commandant en chef des troupes turques massées le long de la frontière persane. Son arrivée fin septembre est un tournant majeur pour Van, dans la mesure où il est autrement radical que le gouverneur en place,. Jugé trop modéré, Tahsin Bey est très vite remplacé à son poste de gouverneur par ce dernier et est muté à Erzurum en février 1915, à l'instigation d'Ömer Naci, inspecteur du CUP à Van et chef de l'Organisation spéciale dans la région. Djevdet Bey est accompagné par Rafael de Nogales Méndez, qui se voit confier avec la permission de la 3e armée la responsabilité de superviser les unités de gendarmerie ottomane sous la direction du nouveau gouverneur.
Les dirigeants arméniens sont Aram Manoukian, le chef régional du parti de la Fédération révolutionnaire arménienne, Armenak Yekarian des rangs du parti Arménakan, Nikoghayos Poghos Mikaelian (surnommé Ichkhan, en français « le prince »), membre de la FRA, et Archag Vramian, le député de Van au Parlement ottoman. Vramian était aussi un camarade de classe et ami de Djevdet,.

### Règne de Djevdet
En juillet 1914, Archag Vramian, le député de la province de Van, participe aux négociations avec le Comité Union et Progrès (CUP) comme agent de liaison pour le congrès arménien d'Erzurum. La conclusion publique de ce congrès est « ostensiblement menée pour faire avancer pacifiquement les demandes arméniennes par des moyens légitimes ». Les dirigeants arméniens locaux Aram Manoukian, Archag Vramian, Nikoghayos Poghos Mikaelian, et Armenak Yekarian disent aux Arméniens de Van de rester fidèles au gouvernement ottoman et de ne pas lui être hostiles. Le CUP craint une insurrection arménienne cherchant l'indépendance des vilayets arméniens, persuadés de forts liens russo-arméniens. Plus tard, en septembre 1914, les fouilles à la recherche d'armes, de munitions et de documents opérationnels, commencent. Le 20 octobre 1914, le 4e régiment de cavalerie de réserve turc, patrouillant Hasan Kale, aurait découvert des fusils cachés dans les maisons arméniennes. Erickson affirme que « avant le début de la guerre, des indicateurs de potentielle intention de violence s'accumulent, et les autorités ont trouvé des bombes et des armes cachées dans les maisons arméniennes », ce qui est contredit par le témoignage de Rafael de Nogales faisant état d'unités de l'armée ottomane photographiant leurs propres armes, affirmant qu'elles avaient été trouvées dans des maisons et des églises arméniennes.
Dès le 5 novembre 1914, une attaque majeure par les Russes sur les lignes défensives de la 3e armée dans la province de Van se développe, compliquant les perceptions turques des intentions des Arméniens. Le 19 novembre, les Russes commencent de plus grandes opérations vers Saray et Van. En novembre, les unités de gendarmerie turques de l'appareil provincial de sécurité (alors sous l'autorité des gouverneurs) changent de main, et reviennent au commandement militaire turc. Ce changement inclut les unités sous le commandement du gouverneur de Van. La gendarmerie et les divisions de cavalerie de réserve de Van sont affectées à la 3e armée. La division de gendarmerie de Van est placée sous le commandement du major Ferid. Le gouverneur Djevdet garde un petit contingent.
Au cours du mois de décembre 1914, Djevdet Bey ordonne de sécuriser l'ouest de la province de Van, en vue du déplacement des forces ottomanes pour la campagne de Perse. Des négociateurs du CUP sont envoyés à Erzurum et Van avant que Djevdet Bey ne quitte la ville. Ces négociateurs et Djevdet Bey voulaient tester la loyauté des Arméniens de Van. Ils voulaient voir une fois de plus (la première étant lors du congrès arménien) s'ils seraient d'accord pour organiser un soulèvement en Arménie russe. Djevdet exige que les Arméniens fournissent 4 000 volontaires, selon la conscription dans l'Empire ottoman. Les Arméniens refusent de s'y soumettre. Ussher déclare que « il était clair que les objectifs de Djevdet étaient de massacrer les hommes valides de Van de sorte qu'il n'y ait pas de défenseurs, comme il l'avait fait dans les villages sous prétexte de recherches d'armes, recherches qui s'est transformée en massacres. Les Arméniens, parlementant pour gagner du temps, offrirent de donner cinq cents soldats et de payer des exemptions en argent pour le nombre manquant ». La conscription arménienne devient à nouveau un problème lorsque Djevdet retourne dans la ville pendant les fêtes de Pâques arméniennes (avril) de 1915. Djevdet demande une fois de plus aux Arméniens de fournir des conscrits qui seront utilisés pour l'établissement de fortifications ottomanes. Ussher déclare « les Arméniens qui avaient pratiquement décidé de donner au Vali [Djevdet] les quatre mille hommes qu'il avait demandé, maintenant n'osaient plus le faire, car ils étaient certains qu'il avait l'intention de les mettre à mort ». Finalement, Djevdet ne reçoit pas de soldats arméniens de la ville de Van, ni à la première, ni à la deuxième demande.
L'Azerbaïdjan perse avait une grande population chrétienne, pour la plupart des Arméniens et des Assyriens. Beaucoup ont fui lors de l'hiver avec l'armée russe en retraite à la ville frontalière russe de Djoulfa. Ceux qui sont restés ont enduré une période de pillages et de massacres ; de nombreux villages ont été pillés et détruits. Après une campagne infructueuse menée par Djevdet Bey pour capturer Khoy, située à 160 kilomètres au nord-ouest de Tabriz, Djevdet ordonne le meurtre d'environ 800 personnes — la plupart des vieillards, des femmes et des enfants — dans le district de Salmas (au nord-est du lac d'Ourmia) au début du mois de mars.
Le 25 février 1915, la 3e armée et tous les commandements de gendarmerie, y compris celui de Van, reçoivent la « Directive 8682 », intitulée « Mesures de sécurité accrues ». Cette directive, au motif d'une augmentation d'activités dissidentes de la part de la population arménienne à Bitlis, Alep, Dörtyol et Kayseri, ordonne la destitution de tous les officiers arméniens travaillant aux états-majors des 3e et 4e armée ottomanes. Néanmoins, Felix Guse, commandant en chef de la 3e armée, écrit qu'il n'y avait aucune preuve que les Arméniens avaient prévu ou avaient l'intention de monter un soulèvement général,. Le 23 mars 1915, le 1er corps expéditionnaire arrive dans les environs de la ville de Van et restera au sud de Van pendant les événements.

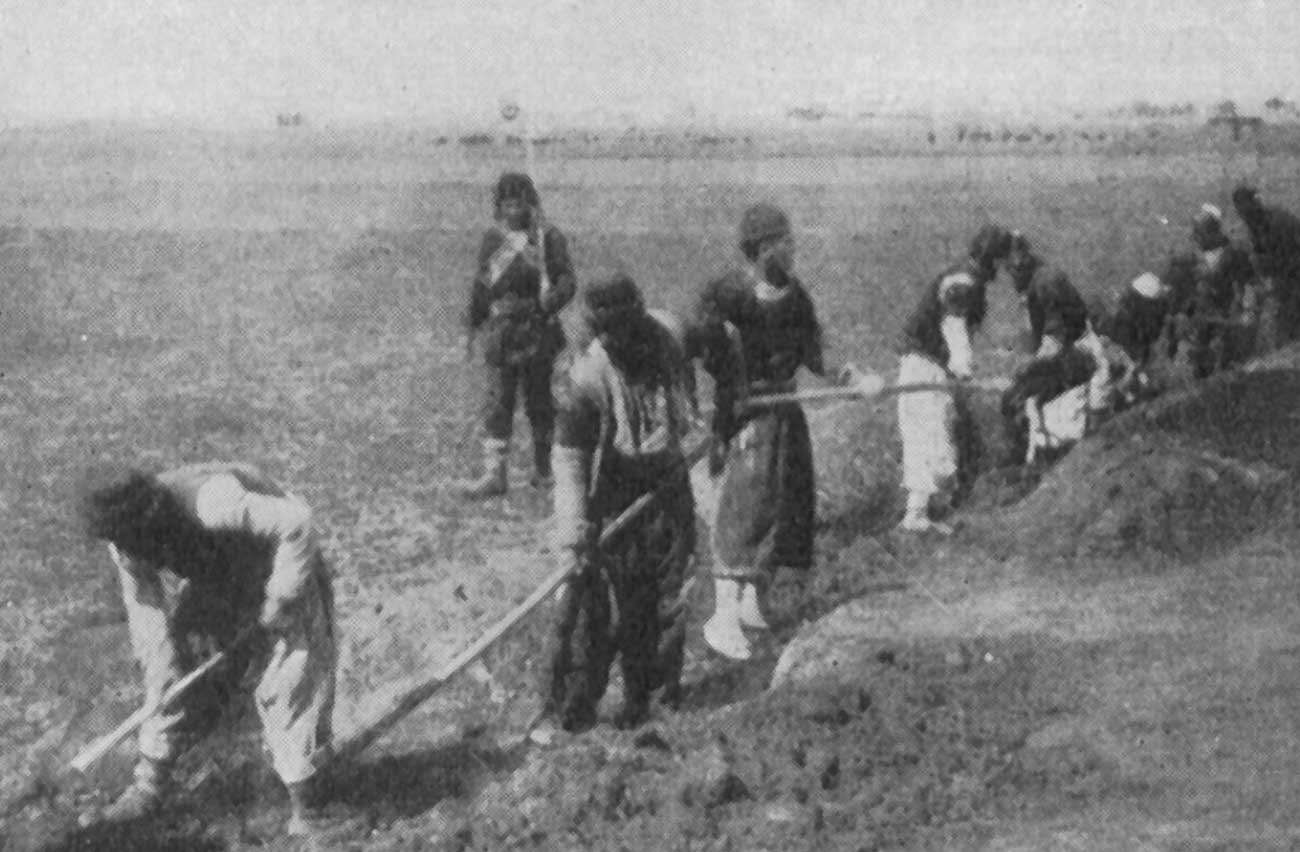
Arméniens creusant des tranchées.

### Premières étapes
Avant ces événements, des meurtres d'hommes arméniens dans la région de Van sont signalés par des observateurs neutres.
L'extrémisme de Djevdet envers les Arméniens est plus ouvert : « un homme d'humeur dangereusement imprévisible, amicale un moment, férocement hostile l'autre, capable de brutalité perfide », il est surnommé le « maréchal-ferrant » (Nalband Bey) après les atrocités commises à Bachkalé où il a cloué des fers à cheval aux pieds de ses victimes.
À son retour à Van, Djevdet « instaure un règne de terreur dans les villages isolés de la province sous prétexte de rechercher des armes ». Dans le processus, les gendarmes ottomans ont tué de nombreux Arméniens. Les dirigeants arméniens de Van, en attendant, exhortent les gens à supporter en silence. « Il vaut mieux », disent-ils, « que certains villages soient brûlés et détruits sans représailles que donner le moindre prétexte aux Musulmans pour un massacre général ». Toutefois, en même temps, il y avait des rapports de quelques Turcs lynchant des Kurdes responsables d'atrocités particulièrement dures.

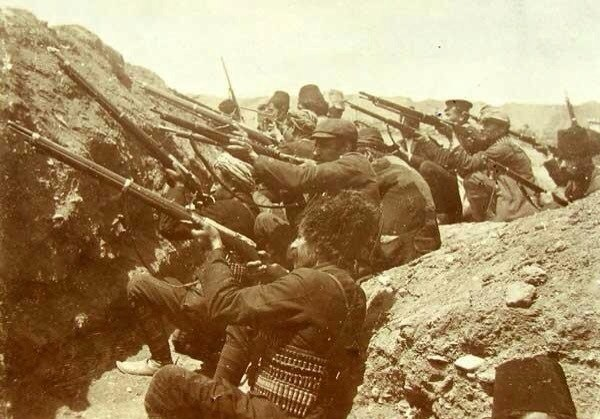
Arméniens dans les tranchées.

Pendant ce temps, les massacres, sous le prétexte d'une recherche d'armes, continuent. Plus tard, les Arméniens attaquent une patrouille ottomane provoquant la colère de Djevdet. Alarmés, les Arméniens de Van demandent au Dr Clarence Ussher, missionnaire et représentant des États-Unis, de servir de médiateur entre eux et Djevdet. Djevdet tente de violer l'immunité diplomatique de l'enceinte où se trouvait Ussher en essayant de placer une garnison de 50 soldats ottomans à l'intérieur. Il est devenu clair pour Ussher que les tentatives de médiation seront vaines. En même temps cependant, des rapports circulent que les Arméniens ont commencé à rassembler des volontaires pour organiser une défense.

Position initiale.

Le 15 avril, les Arméniens ont été rassemblés à Artchesh par la gendarmerie. Plus tôt, les percepteurs d'impôts accompagnés par des gendarmes sont allés au nord de Van pour compter les moutons sur lesquels les villageois étaient imposés. Artchesh était une unité administrative avec 80 villages arméniens au nord de Van. Le percepteur a donné le considérant d'ordre du sultan quant au calcul des impôts. Un désaccord surgit entre les villageois et le percepteur d'impôts. Le désaccord tourne au conflit et s'étend à l'unité de gendarmerie dans Banat, et de Banat vers d'autres villages. La violence dans la campagne atteint un pic le 19 avril avec 2 500 hommes dans la ville d'Artchesh tués en une seule journée.
Le 17 avril, Djevdet ordonne à ses bataillons d'anéantir Chatakh. La force ottomane a au lieu de cela attaqué des villages arméniens localisés près de Van. Le même jour, Archag Vramian est arrêté après avoir été convoqué par Djevdet,. Un maître d'école est également arrêté à Chatakh à la mi-avril. Il y a une manifestation locale en sa faveur. Plusieurs Arméniens éminents dirigés par Nikoghayos Poghos Mikaelian se sont rendus dans cette ville à la demande de Djevdet. Nikoghayos Poghos Mikaelian et d'autres Arméniens éminents sont arrêtés à mi-chemin à Hirdj et assassinés le 17 avril. Parmi les trois dirigeants de la FRA, seul Aram Manoukian a pu y échapper en ne se rendant pas à la convocation du gouverneur, se doutant d'un piège. Djevdet prend également des mesures contre les dirigeants de la FRA à Van. Quant à la résistance, c'était un signe que la ville n'était pas sûre. Djevdet pensait sans doute que, en tuant les dirigeants des partis arméniens, il détruirait la cohésion de la résistance. Le ministre de l'Intérieur Talaat Pacha ordonne l'arrestation des dirigeants de la communauté arménienne dans la capitale ottomane ainsi que dans d'autres grandes villes au cours de la rafle du dimanche 24 avril 1915. Ils sont détenus dans deux centres de détention près d'Ankara. Archag Vramian avait été envoyé en direction de la capitale accompagné d'une garde de cinquante gendarmes et aurait été tué en chemin, peu après Bitlis, à Arapu Tsor,.

### La ville assiégée, 20 avril

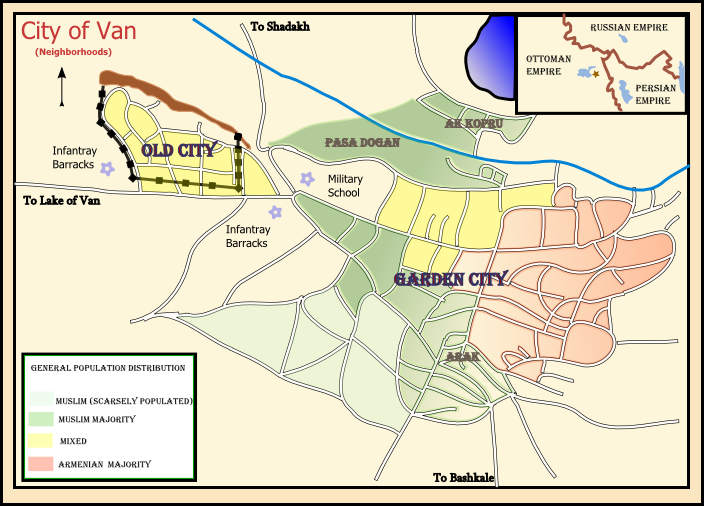
Centre de la ville de Van.

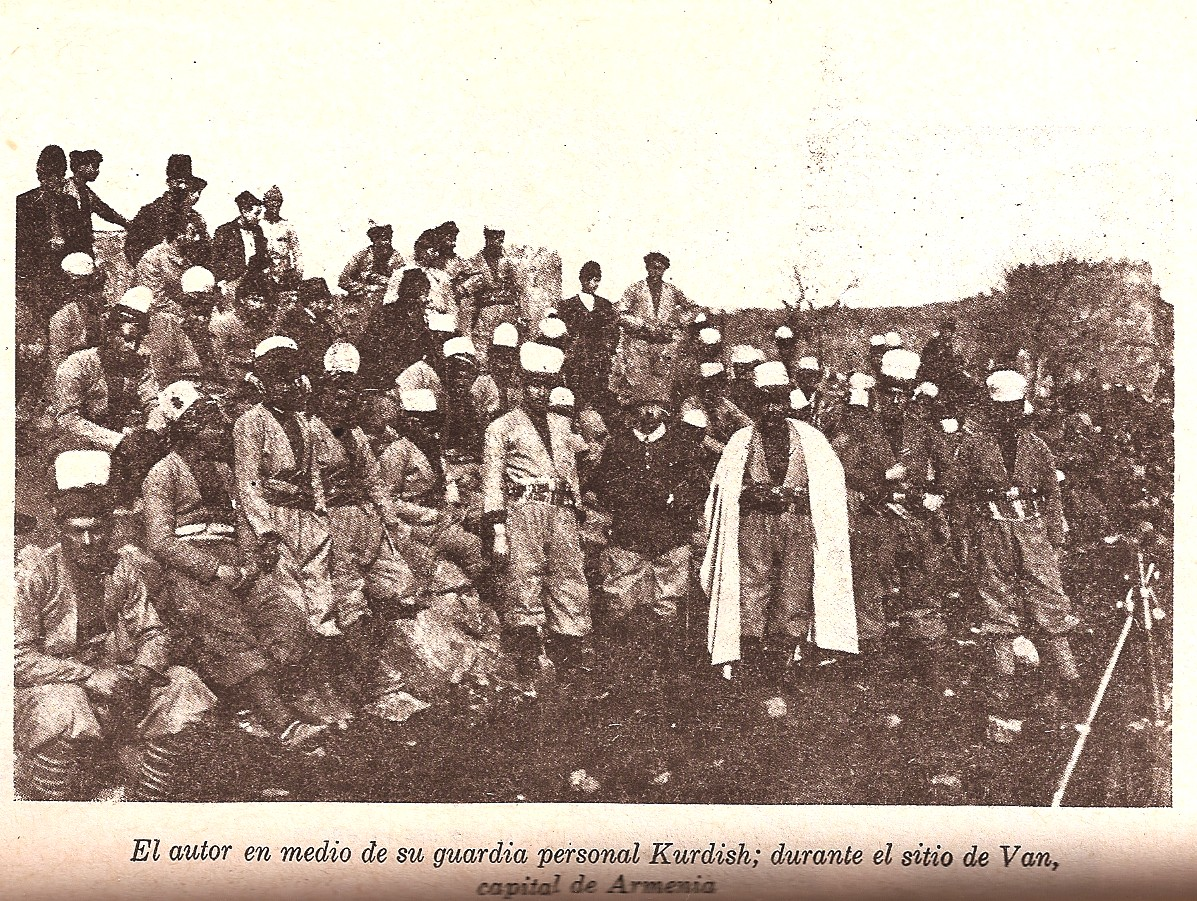
Rafael de Nogales Méndez avec sa garde kurde pendant le siège de Van.

Le 20 avril, les soldats ottomans saisissent plusieurs femmes arméniennes voulant entrer dans la ville. Deux hommes arméniens venus pour les aider sont abattus sur le coup. Les Arméniens attaquent en retour une patrouille ottomane provoquant la colère de Djevdet. En conséquence, les forces militaires ottomanes bombardent les quartiers arméniens de la ville à l'artillerie. Une grande partie de la ville est alors en flammes et un siège régulier est organisé. Le 25 avril, le premier petit groupe de réfugiés de la campagne arrive dans la ville par la route de Sushantz qui est maintenue ouverte par les forces civiles arméniennes.
G. Sbordonne fait le récit suivant :

« Van se divise en deux parties, dont une est appelée « ville » ou « la ville », et l'autre « jardin » ou « les jardins ». La « ville » est à proximité du lac et contient les bureaux du gouvernement, les tribunaux, les casernes, les locaux des différentes administrations civiles comme la banque, la régie, la poste, le télégraphe et les bazars. On y compte aussi un noyau des maisons arméniennes.
Les « jardins » sont occupés par les quartiers arméniens et quelques quartiers turcs. Le gros de la population musulmane se trouve sur l'espace qui sépare la ville des jardins. Lorsque le bombardement commença, le gouvernement avait à sa disposition douze canons et d'immenses quantités de munitions, il comptait six mille soldats (turcs, kurdes, circassiens), il comptait cinq casernes et disposait du port de Van, d'un petit vapeur et de tous les voiliers.
Les habitants du village de Iskélé-Keui ou village du « port » avaient tous trahi la cause arménienne sous des menaces, et servaient les Turcs.
Les Arméniens n'avaient pas de canons, ils comptaient de cent à cent vingt combattants en « ville », et mille cinq cents dans « les jardins ». Ils s'organisèrent avec une promptitude et une sagacité remarquables ; ils constituèrent un état-major, organisèrent un corps de génie, un bataillon de tirailleurs, une croix-rouge, une ambulance, une police, creusèrent des tranchées, élevèrent des barricades, et ils eurent l'extrême prudence de se tenir sur la défensive, pour ne pas perdre inutilement leurs hommes, et de défendre à ceux-ci de tirer un seul coup de feu inutile.
Les opérations du siège se résumèrent pour les Turcs à bombarder, de jour et de nuit, la « ville » et les « jardins », à brûler les maisons arméniennes, à s'efforcer, mais inutilement, de s'emparer des positions arméniennes, et à terroriser la population par des fusillades sans fin. Les canons firent relativement peu de dégâts (on jeta près de dix mille boulets sur la « ville » et six mille sur les « jardins »), ils tuèrent une centaine de femmes et enfants qui traversaient les jardins et quelques hommes ; quant aux dégâts faits aux positions arméniennes, ils étaient immédiatement réparés. Les Arméniens furent plus heureux, ils repoussèrent toutes les attaques, et s'emparèrent, en les incendiant, des positions ennemies. »

Les défenseurs arméniens de Van, sous le commandement d'Aram Manoukian, mettent en place un gouvernement provisoire local qui s'occupe de la défense, des provisions et de l'administration – et des relations étrangères, pour s'assurer que la neutralité des propriétés étrangères de la ville est respectée. Juges, fonctionnaires de police et de santé sont nommés. Il est devenu urgent de faire parvenir un message pour informer les Russes des événements. Plusieurs messagers avec des messages cousus dans leurs vêtements sont envoyés, dont douze sont passés.

La ville de Van pendant la Résistance
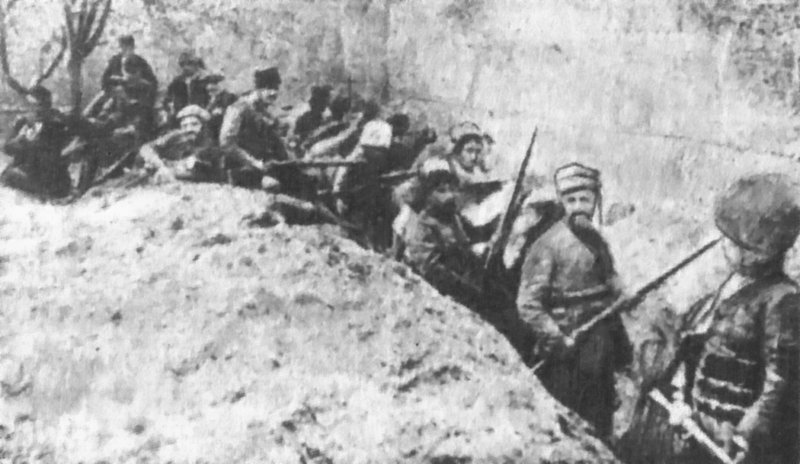
Civils arméniens occupant une ligne de défense contre les Turcs dans la ville en mai 1915.
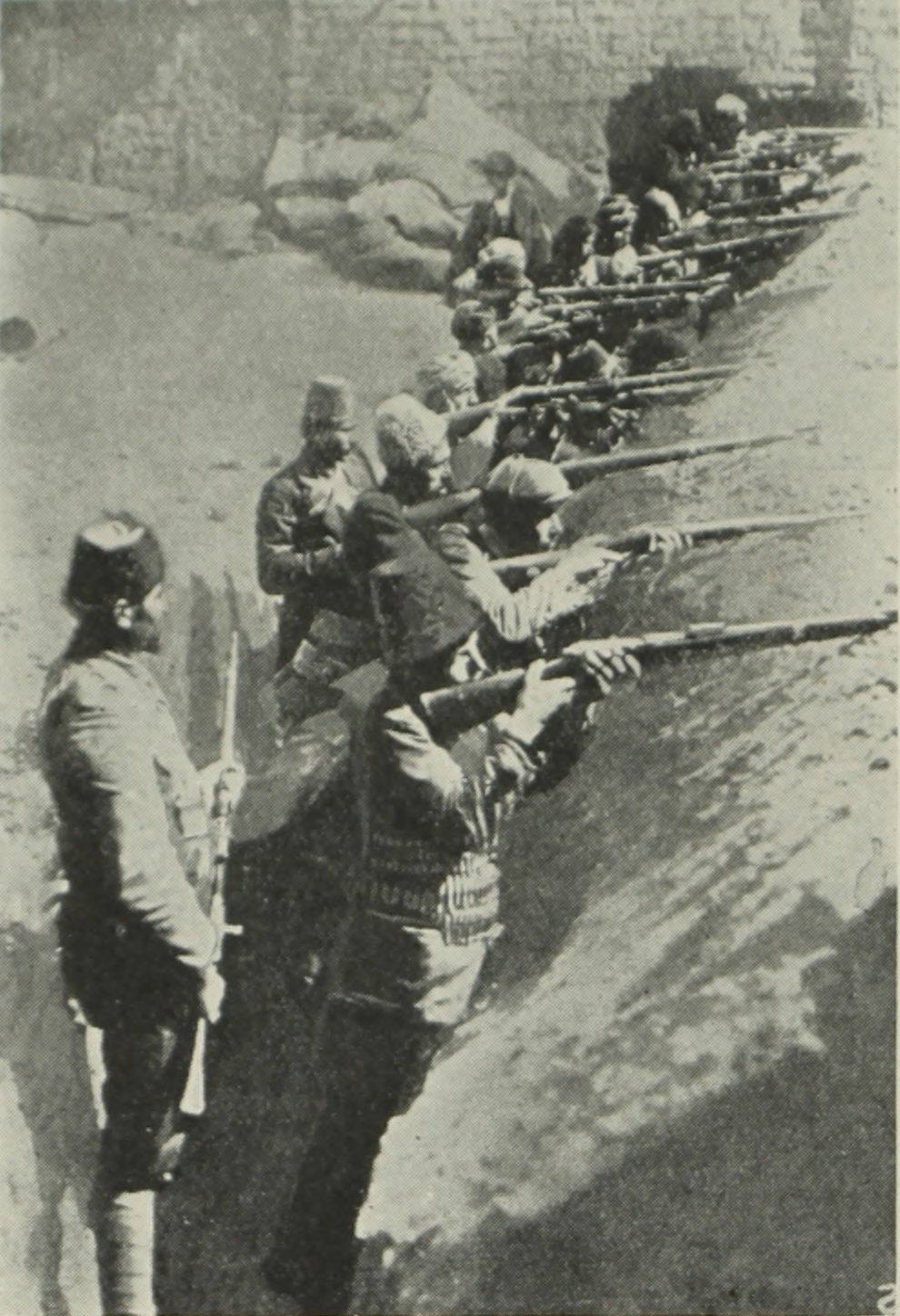
Ligne défensive dans la « vieille ville », Forteresse de Van.
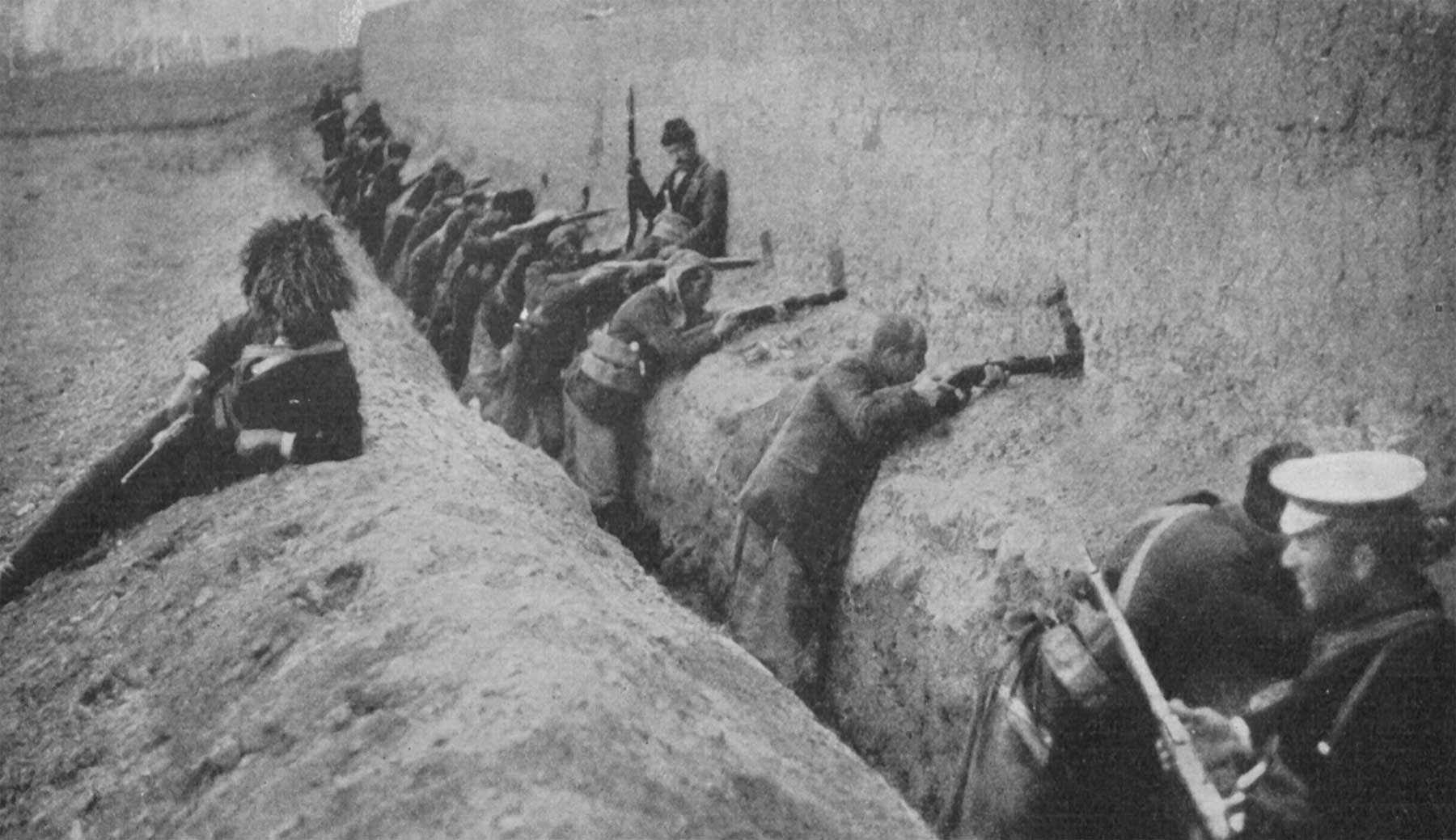
Arméniens défendant des tranchées.
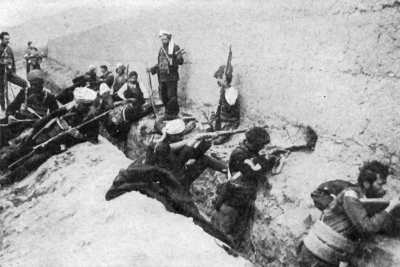
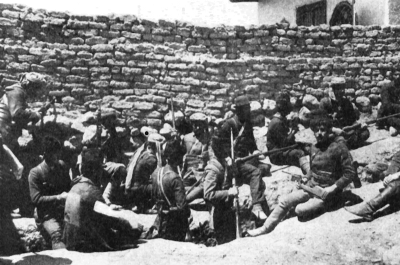
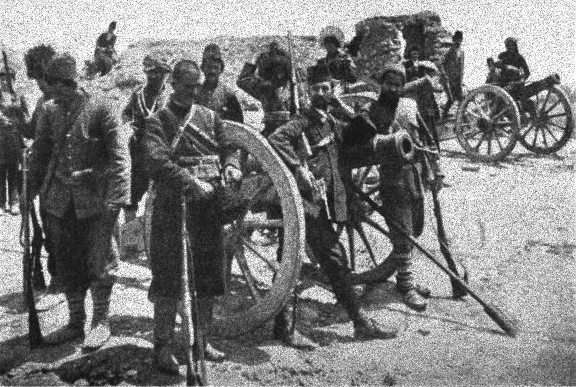
Canons capturés par les Arméniens.

Le 30 avril, le nombre de réfugiés dans Van venant des villages alentour atteint les 15 000. À ce moment, la population arménienne de la ville arrive à 30 000 habitants et 15 000 réfugiés dans le quartier arménien et la banlieue d'Aygestan qui ne dépassent pas le kilomètre carré. Djevdet favorisait l'arrivée des réfugiés dans la ville, espérant qu'un tel afflux créerait une catastrophe humanitaire et sanitaire au sein des Arméniens. Après avoir facilement repoussé les assauts initiaux, les forces arméniennes rencontrent des problèmes d'approvisionnement en munitions. Lepsius évoque : « parmi les défenseurs, 1 500 purent être armés de fusils, et autant de pistolets. Leurs provisions en munitions étaient petites ; ils les épargnaient donc beaucoup, et recouraient à toutes sortes de ruses pour amener les assaillants à consommer leurs munitions. Ils se mirent de plus à fondre des balles et à faire des cartouches : ils en fabriquaient tous les jours 3 000. Ils fabriquaient aussi de la poudre et, après quelque temps, ils firent aussi trois mortiers ». Au total, 16 000 boulets de canons sont tirés sur les défenseurs.

### Assistance russe, mai

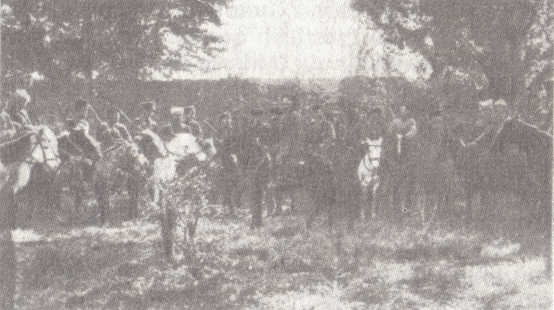
Le 17 mai, une cavalerie russe et un détachement de volontaires arméniens russes arrivent pour libérer la garnison arménienne de Van.

Le général Nikolaï Ioudenitch ordonne aux armées impériales russes de secourir les Arméniens de Van. Pour cela, il ordonne à la 2e brigade cosaque de Transbaïkalie du général Troukhine et à la brigade de volontaires araratiens dirigée par Sarkis Mehrabian de rejoindre Van depuis Erevan. Ioudenitch ordonne aussi à la 3e brigade cosaque de Transbaïkalie ainsi qu'à la division de cavalerie caucasienne de prendre le train à destination de Tabriz dans le but de dissuader les Kurdes d'intervenir,,. Un des douze messagers arméniens expédiés atteint la Perse. Le 8 mai, une division commandée par Chernoroyal ainsi que l'unité de volontaires dirigée par Andranik Ozanian forte de 1 200 hommes est envoyée depuis Bachkalé qu'ils venaient de capturer la veille.
Le 6 mai, une offensive majeure de la Russie se met en place. Les lignes de défense ottomanes étaient tenues par les 10e et 11e corps d'armée ainsi que le 5e corps expéditionnaire se situant au nord du vilayet de Van. Les Russes attaquent le 1er corps expéditionnaire ottoman et la brigade de cavalerie de Van se situant dans le vilayet d'Erzurum, bien que ne faisant pas partie du siège de Van, et les forcent à battre en retraite. Le 12 mai, les Russes entrent dans la ville d'Artchesh, au nord de Van. Djevdet envoie un canon et deux-cents soldats de la ville de Van pour contrer les russes, en vain. Le 6 mai, les conflits autour de la citadelle de Van (dans le district de Kale) se terminent.
Le 14 mai, un vendredi soir, un groupe de navires quittent Van, d'autres encore plus nombreux suivirent le lendemain. Les Turcs évacuaient leurs femmes et leurs enfants. Le 16 mai, un bombardement de 46 obus se déclare pour couvrir la retraite des unités turques. Au même moment des rapports font état de jusqu'à 6 000 Arméniens tués. Les rapports du New York Times d'avril-juin 1915 attribuent les massacres et les combats aux forces auxiliaires kurdes plutôt qu'à des unités turques. Djevdet abandonne la ville dans la nuit du 16 au 17 mai et se retire vers Bachkalé et rejoint le 1er corps expéditionnaire sous les ordres du lieutenant-colonel Halil Kut.
Le 17 mai, les forces civiles arméniennes ont le contrôle de la ville. Au même moment, l'avant-garde des forces russes, qui repousse la 1re et la 3e brigade de cavalerie ottomane de la ville de Malazgirt depuis le 11 mai, atteint le nord de la province et se déploie jusqu'aux rives du lac de Van. L'avant-garde des forces russes qui étaient déjà dans la ville repousse les forces ottomanes avec une pression continue au sud de la ville. Ces forces ottomanes en retraite subissent des pénuries logistiques causées par l'interruption des lignes de communication. Peu de temps après, les réguliers russes les poursuivent.

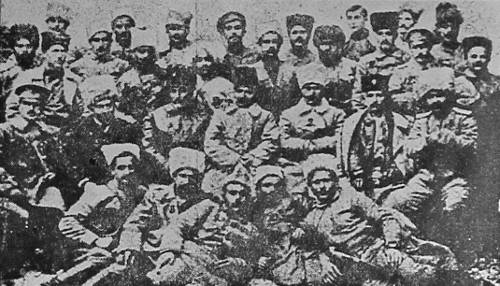
Andranik Ozanian et Armenak Yekarian avec un groupe d'arméniens à la défense de Van.

Selon Ussher, le mardi 18 mai, les volontaires d'Ozanian pénètrent dans la ville dans l'après midi, précédant de 6 heures la division de Chernoroyal, mettant en fuite les troupes turques. Ils sont suivis les 23 et 24 mai des forces russes venues de Russie. Ils découvrent les cadavres de quelque 55 000 civils arméniens massacrés. Le 20 mai, les principaux centres de la province de Van sont occupés par des Russes. Le 23 mai 1915, un détachement de soldats russes occupe la ville de Van, portant ainsi l'assistance très attendue aux Arméniens, qui sont assiégés par les Ottomans. Cependant, les Russes étaient occupés à combattre contre les Ottomans et ils n'avaient pas le contrôle de la campagne environnante. La seule puissance restante dans la campagne est composée de forces civiles arméniennes.
La 2e brigade cosaque de Transbaïkalie du général Troukhine n'atteint pas Beghrikale avant le 24 mai. La 2e brigade des fusiliers caucasienne du général Nazarbékov (Tovmas Nazarbékian) reçoit l'ordre de soutenir Troukhine posté à Bachkalé le 7 mai. Le 31 mai, Troukhine entre dans la ville. Le même jour, la patrouille de Troukhine et l'avant-garde de Nazarbékov font jonction entre Van et Hochap.
Le général Ioudenitch obtient l'accès de la ville et de la citadelle à son arrivée. Il confirme le gouvernement provisoire arménien. Aram Manoukian devient le gouverneur. Armenakis Yekarian devient le chef de la police. Les combats se déplacent plus à l'ouest pour le reste de l'été avec la ville de Van sécurisée. À l'arrivée des Russes, les Ottomans se retirent à l'ouest du lac de Van en direction de Bitlis.

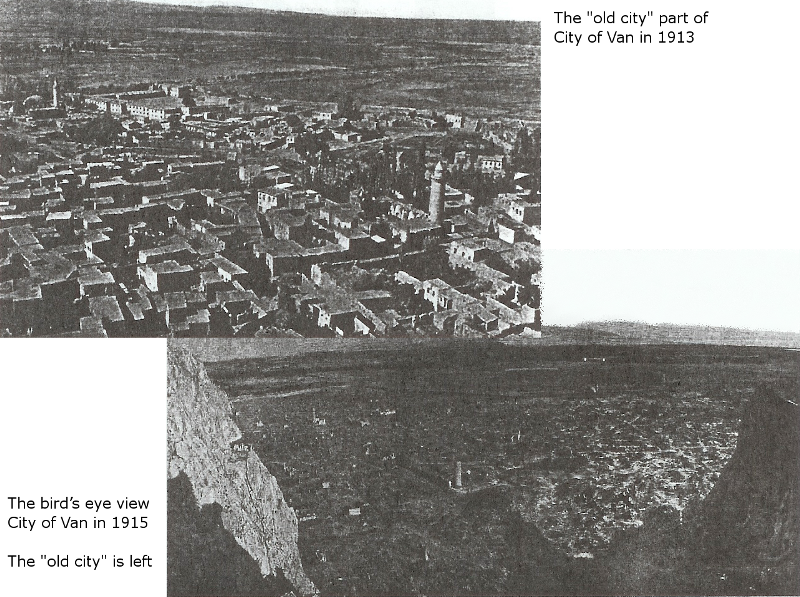
Comparaison de la ville entre 1913 et 1915.
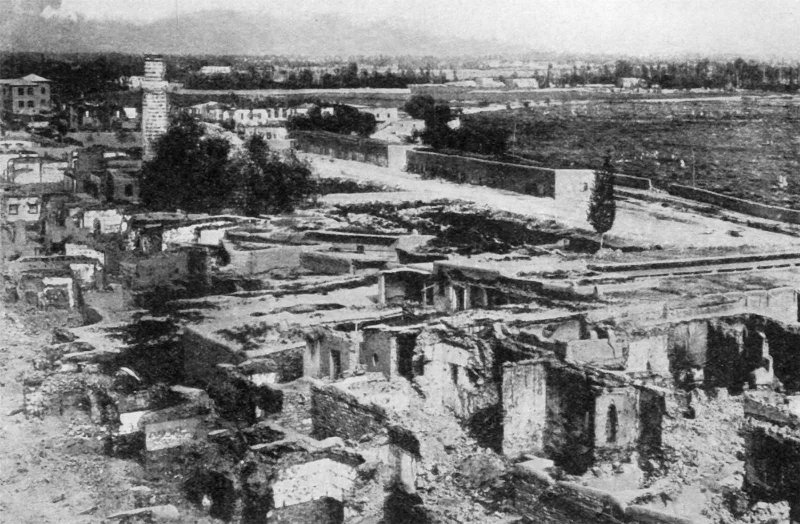
Ville de Van après le siège.

## Conséquences

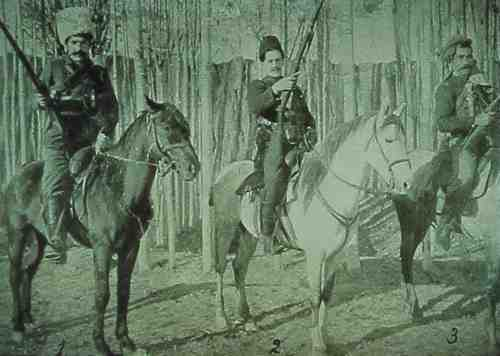
Cavalerie arménienne.

Tout au long des mois de juin et de juillet, les forces turques et russes s'affrontent au nord de la région de Van. Des milliers d'Arméniens de Mouch (l'actuelle Muş) et d'autres provinces voisines commencent à affluer dans la ville de Van. Le 5 juin 1915, la rive nord du lac de Van est dépourvue de forces ottomanes. Les Russes, avançant sur les lignes au nord du lac de Van, poursuivent plus à l'ouest vers la ville turque de Mouch. Sur cette nouvelle impulsion, l'armée russe redéploie les forces de la province de Van autour de la côte nord du lac de Van à la ville de Malazgirt, dans l'intention d'une nouvelle offensive en Anatolie, vers Mouch. Les pertes subies par la 3e armée ottomane durant la précédente offensive hivernale d'Enver avaient créé un saillant dans le flanc sud de leur front du Caucase, ce qui crée une première occasion pour les forces russes. Toutefois, cette opportunité est de courte durée et six semaines plus tard, les forces russes subissent des revers ayant des conséquences graves pour la population arménienne dans la ville de Van.
Le 11 juillet, au cours d'une réorganisation des forces turques, le 18e corps d'armée (Sağ Cenah Grubu ou Groupe du Flanc Droit) de la 3e armée se voit confier la responsabilité de la province de Van, avec les autres provinces du sud. Enver Pacha fait de cette formation une entité opérationnelle indépendante de la 3e armée et affecte au poste de commandant le mirliva Abdülkerim Pacha. Ce dernier réussit à arrêter l'avancée russe du 16 juillet.

### La première évacuation, juillet 1915

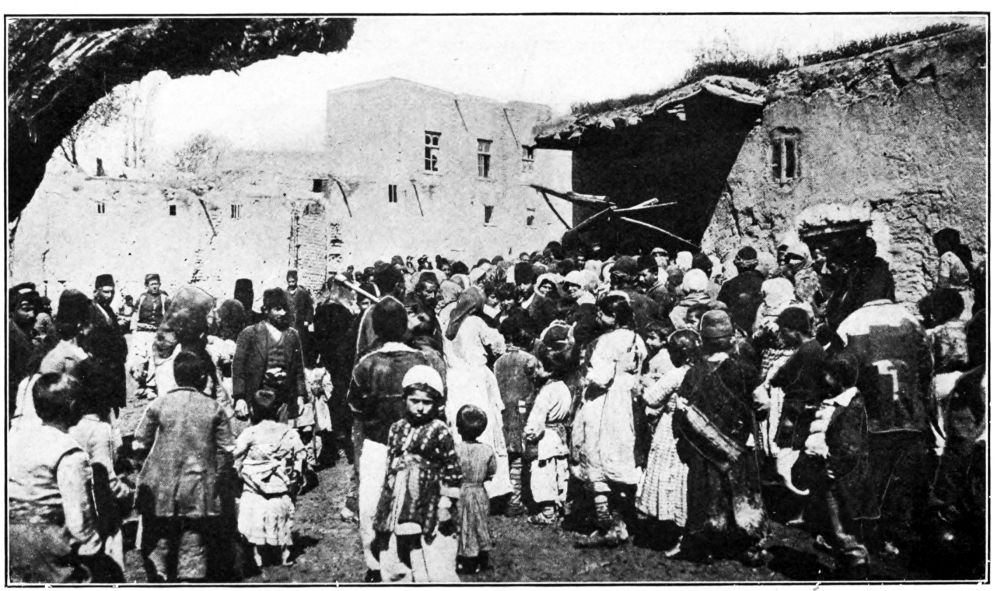
Réfugiés arméniens dans Van.

Le 16 juillet, l'armée ottomane, ayant concentré plus de forces que les Russes, contre une offensive planifiée et repousse l'armée russe à la bataille de Malazgirt (se déroulant du 10 au 26 juillet 1915), capturant la ville. Il s'ensuivit la bataille de Kara Killisse qui voit les Russes recapturer Malazgirt. Toutefois, à la suite de ces opérations au nord du lac de Van, les Russes ont évacué leurs forces combattantes restantes de la ville de Van. Les volontaires arméniens sont alors devenus les seuls défenseurs des réfugiés arméniens. Les bataillons de volontaires arméniens ne prirent aucune part active dans les batailles de juillet et entreprirent la lourde tâche de s'occuper de l'arrière-garde de l'armée russe et des réfugiés arméniens dans le district de Van. Les forces civiles arméniennes occupent quatre divisions et des dizaines de milliers de Kurdes ottomans juste au moment où les Turcs avaient grand besoin de ces forces pour les aider à déporter et massacrer des Arméniens.
Armen Garo et son assistant, Khetcho, demandent au général Abatzieff de permettre aux habitants arméniens dans la région de Van de se déplacer avec l'armée russe vers Iğdır. Cette demande est rejetée au motif que les déplacements essentiels de l'armée russe ne pouvaient se faire promptement s'ils étaient entravés par les réfugiés. Pendant huit jours consécutifs au cours du mois de juillet, le général Nikolaeff trompe les leaders arméniens et les fait rester inactifs. Le général russe leur dit chaque jour qu'il ne se retirera pas, en aucune circonstance, et que par conséquent, il est tout à fait inutile de renvoyer des personnes. Cependant, le 18 juillet, le général Nikolaeff envoie une dépêche à Aram Manoukian, et Sarkis Mehrabian (Vartan) pour l'évacuation. Le général Trokine est dans la ville à ce moment, il offre d'évacuer la population arménienne vers le territoire russe à travers les passages du nord, mais ce dernier reçoit une dépêche après cinq heures de trajet lui demandant de retourner à Van et de faire sa sortie à travers la Perse.

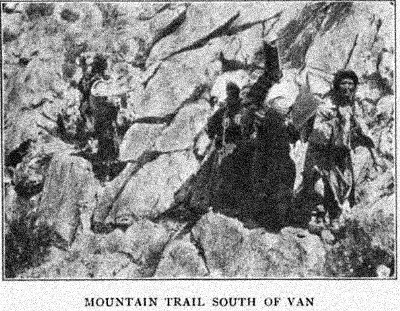
Réfugiés traversant des cols de montagne, notamment celui de Beghrikale.

Le 4 août, les forces russes de Van font une sortie vers la Perse et prennent des positions défensives dans la province de Van, à Bargiri, Saray et dans les districts d'Hoşap. Le groupe de réfugiés, suivant les forces russes, est arrêté et massacré par les forces kurdes alors qu'il traversait les cols de montagne au nord du col de Beghrikale. Les survivants qui sont passés de l'autre côté sont aidés par les organismes de secours arméniens. Le 5 août, les forces russes effectuant une offensive vers le Caucase russe à partir de Van sont repoussées à 20 km derrière la frontière russe. Le 18e corps d'armée ottoman s'engouffre dans la brèche. Abdülkerim Pacha avait plus tôt demandé la permission avant de quitter la province de Van pour s'avancer en territoire russe. Enver Pacha a personnellement donné l'ordre d'avancer jusqu'à Eleskirt et Kara Kilise et de nettoyer la région frontalière de toutes traces russes.

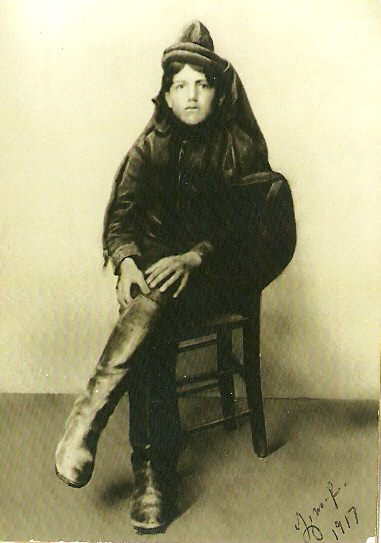
Jeune messager dachnak qui a servi Aram Manoukian, Van 1917.

Début août 1915, près de 200 000 réfugiés fuyant derrière les forces russes en retraite arrivent en Transcaucasie. Il y a deux grands groupes de réfugiés qui ont quitté la ville : un groupe qui la quitte sous la protection des volontaires arméniens et un autre groupe qui essaie d'en sortir par ses propres moyens. Près de 150 000 habitants arméniens sont contraints de laisser tous leurs biens à la merci du feu de l'ennemi et de fuir vers Erevan sous la protection de volontaires. Les réfugiés sous protection subissent une perte de 8 000 à 10 000 hommes, femmes et enfants. Plus de 5 000 réfugiés sont morts dans des attaques des Kurdes lors de la traversée des montagnes. Le commandant des unités de volontaires arméniens prétend plus tard : « Si le général russe nous avait donné sept ou huit jours pour organiser la retraite, il aurait été possible de diriger les gens vers Erevan sans perdre une seule vie ».
Le 29 septembre 1915, l'armée ottomane quitte la ville de Van après un séjour de seulement plus ou moins un mois. La retraite ottomane résulte des défaites subies par leurs armées dans d'autres régions du front du Caucase, et en partie de l'isolement relatif de Van dans la Première Guerre mondiale en Turquie anatolienne. Certains des résidents arméniens qui se sont échappés en Transcaucasie y retournent.
Le 19 janvier 1916, la défaite turque à la bataille de Koprukoy (en) voit les forces russes avancer à nouveau vers Erzurum, une ville étant à mi-chemin entre le lac de Van et la mer Noire. La province de Van passe sous l'administration de l'Arménie occidentale jusqu'en 1918. Les conflits entre 1916 et 1918 se sont déplacés à l'ouest de la province de Van, au nord-ouest à la bataille de Mouch et au sud-ouest à la bataille de Bitlis.

### L'évacuation finale, avril 1918
Avec la révolution russe de 1917, la situation change à nouveau dans la région. Les armées russes commencent à se désintégrer. Van est complètement coupée des Alliés. L'armée britannique engagée dans la campagne de Mésopotamie ne manœuvre pas au-delà de Bagdad. Les Arméniens de Van tentent de garder leur terre et sont rejoints dans sa défense par les Assyriens.
Le 3 mars 1918, le grand vizir Talaat Pacha signe le traité de Brest-Litovsk avec la RSFS de Russie. Le traité de Brest-Litovsk stipule que la frontière soit reculée à des niveaux d'avant-guerre et les villes de Batoum, Kars, et Ardahan doivent être transférées à l'Empire ottoman. Juste deux mois après la signature du traité de Brest-Litovsk, début 1918, l'Empire ottoman attaque les territoires arméniens de Russie. En violation du traité signé précédemment avec la République socialiste fédérative soviétique de Russie, la 5e armée ottomane traverse la frontière en mai 1918 et attaque Alexandropol (aujourd'hui Gyumri) d'où l'armée russe s'est retirée à la suite de la révolution de 1917, tandis que la 3e armée ottomane lance une offensive dans la province de Van. L'armée ottomane souhaite écraser l'Arménie et s'emparer de la Transcaucasie pour relier les États turcs. Le gouvernement allemand n'approuve guère l'initiative de son allié et refuse d'aider les Ottomans sur ce front. Vehib Pacha mène l'offensive sur trois fronts. Sur le front sud, la province de Van a été affectée au 4e corps d'armée. La mission du 4e corps d'armée était de se déployer jusqu'à Beyazit.
En avril 1918, les Arméniens de Van résistent une fois de plus à Van. Le 4 avril, la ville de Van commence à changer plusieurs fois de mains. L'armée ottomane contrôle à nouveau la ville de Van le 6 avril, suivie de Beyazit le 14 avril. Les Arméniens de Van sont finalement contraints d'évacuer et de se retirer de la province de Van. Les Arméniens de Van se retirèrent à l'est vers l'Azerbaïdjan perse. Ils ont tenu position près de Dilman où ils ont repoussé une fois les Ottomans, à la bataille de Dilman (en), mais, étant attaqués à nouveau, ils ont été obligés de battre en retraite vers le sud autour du lac d'Ourmia. Dans la poursuite des Arméniens de Van et des montagnards assyriens en Perse, la 3e armée ottomane entre en conflit avec les Assyriens d'Ourmia qui s'enfuient vers le sud en Mésopotamie.

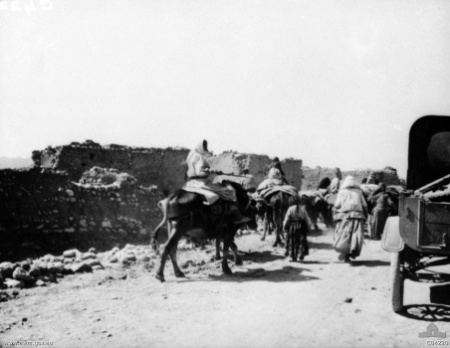
Arméniens de la province de Van ; passant par Balad Ruz en chemin vers le camp de réfugiés de Bakouba.

En juillet 1918, l'armée britannique occupe la plus grande partie de la Mésopotamie pendant la campagne mésopotamienne, ainsi qu'une grande partie de l'Azerbaïdjan perse au cours de la campagne de Perse. Des préparations sont alors faites pour la mise en place d'un grand camp de réfugiés arméniens près de Bakouba en Irak.
Au cours de la première semaine du mois de septembre 1918, se retirant de Van, les Arméniens se rendent au camp de réfugiés de Bakouba par groupe de 1 000 ou de 2 000, par la route et par train. Beaucoup d'entre eux souffraient de dysenterie, du typhus et de fièvre récurrente, et il y avait une petite épidémie de variole parmi les enfants. Nombreux sont ceux qui sont morts le long de la route pour cause d'épuisement et de famine. Ceci a continué tout au long du mois de septembre et de la première moitié du mois d'octobre, jusqu'à ce qu'environ 40 000 soient recueillis en tout. Fin septembre, il est décidé de lever quatre bataillons parmi les Arméniens sur les lignes d'un bataillon d'infanterie indien. Le 2e bataillon est créé par les Arméniens de Van et le 3e bataillon par les Arméniens d'autres régions. Le G.O.C. de la North Persian Force décide de déployer le 2e bataillon autour de Senna, tandis que le 3e bataillon se rend à Bijar. Le 30 octobre 1918, l'Empire ottoman signe l'armistice de Moudros et les opérations militaires se terminent.

## Bilan

### Victimes
Le 15 mai 1915, le consul russe, dans la ville de Van, rapporte que 6 000 Arméniens ont été massacrés à Van. Henry Morgenthau, se référant au Dr Ussher, indique que « après avoir chassé les Turcs, les Russes commencèrent à recueillir et à incinérer les corps des Arméniens, qui avaient été assassinés dans cette province et qu'ainsi 55 000 cadavres furent brûlés ». Le massacre systématique des 25 000 Arméniens dans le district de Bachkalé, dont moins de dix pour-cent en ont réchappé, semble avoir été ordonné.
Bien que les réfugiés arméniens aient fait l'objet de l'attention des puissances occidentales et de tous les efforts de secours, la plupart des décès arméniens ont eu lieu dans les camps de réfugiés où le nombre de morts atteignait les 300 à 400 par jour dans le Caucase russe, causés par la famine et les maladies, comme rapporté par le consul britannique dans la région.

#### Atrocités

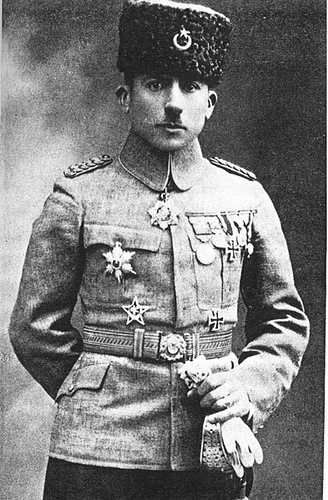
Rafael de Nogales Méndez, un officier vénézuélien qui a servi dans l'armée ottomane, a participé au siège de Van et après la guerre a écrit un récit sur la bataille et ses conséquences.

La plupart des meurtres ont été attribués aux Circassiens et aux Kurdes, bien que certains rapports indiquent que les troupes turques y ont également pris part. Rafael de Nogales Méndez, un officier vénézuélien se battant pour les Turcs, mentionne dans ses mémoires que les fonctionnaires ottomans avaient reçu l'ordre d'exterminer tous les hommes arméniens de douze ans et plus. Selon Ussher, le 19 avril, Djevdet rend une ordonnance dans toute la province de Van, qui stipule : « les Arméniens doivent être exterminés. Si tout musulman protège un chrétien, d'abord, sa maison sera brûlée ; puis le chrétien tué devant ses yeux, puis sa famille [du musulman], puis lui-même ». Djevdet a plus tard été accusé de crimes de guerre aux cours martiales turques de 1919-1920 contre les Arméniens pendant les opérations autour de la ville de Van au cours du printemps 1915.

### Rapports et réactions
Les consulats des États-Unis, de l'Allemagne et de l'Autriche-Hongrie, ainsi qu'un certain nombre de fonctionnaires ottomans ont décrit et documenté les raisons du soulèvement de Van :
« J'ai retracé l'historique de la « Révolution » de Van, non seulement parce qu'elle marqua la première étape de la tentative, méthodiquement organisée pour exterminer toute une nation ; mais aussi parce que les Turcs rejettent toujours sur ces événements la responsabilité de leurs crimes ultérieurs. J'aurai occasion de reparler de mes intercessions auprès d'Enver, Talaat et consorts ; chaque fois que je les suppliais d'épargner les Arméniens, ils citaient invariablement en exemple les « révolutionnaires » de Van, donnant leur conduite comme échantillon de la « perfidie » arménienne. Ainsi que le prouve ce récit, la fameuse « Révolution » ne fut que la courageuse résistance d'Arméniens résolus à sauver l'honneur de leurs femmes et leurs propres vies, après que les Turcs, en massacrant des milliers de leurs voisins leur eussent montré quel sort les attendait. »
—Henry Morgenthau Senior, Mémoires de l'ambassadeur Morgenthau
Le 15 avril 1915, l'ambassadeur allemand à Constantinople, déclare :
« Les Arméniens ont renoncé à leurs idées de révolution depuis l'introduction de la Constitution et il n'existe aucune organisation pour une telle révolte. »
—Hans Freiherr von Wangenheim
Le général de division, vice-maréchal, attaché militaire et plénipotentiaire militaire autrichien dans l'Empire ottoman, déclare :
« Le soulèvement de Van était certainement un acte de désespoir. Les Arméniens locaux ont réalisé que des massacres généraux contre les Arméniens avaient déjà commencé et qu'ils seraient la prochaine cible. Au cours de l'été 1915, le gouvernement turc avec des conséquences inexorables a mené sa tâche sanglante d'extermination de tout un peuple à sa fin. »
—Joseph Pomiankowski
Le gouverneur général de l'Empire ottoman à Erzurum, écrit que :
« Il n'y a pas eu et il ne pouvait y avoir de soulèvement à Van. Par nos pressions constantes [sur la population locale], nous avons créé une pagaille à laquelle nous ne pouvons plus échapper et mis l'armée en difficulté à l'Est. »
—Hasan Tahsin Bey
Un fonctionnaire du gouvernement turc déclare :
« J'ai suivi la question à sa source. J'ai demandé aux habitants et responsables de Van, qui étaient à Diarbekir, si un quelconque Musulman avait été tué par des Arméniens dans la ville de Van, ou dans les districts du Vilayet. Ils ont répondu par la négative, disant que le gouvernement avait ordonné à la population de quitter la ville avant l'arrivée des Russes et avant que quelqu'un n'ait été tué ; mais que les Arméniens avaient été appelés à rendre leurs armes et ne l'avaient pas fait, redoutant une attaque par les Kurdes, et redoutant le gouvernement également ; le gouvernement a en outre demandé que les principaux notables et dirigeants devaient leur être livrés comme otages, mais les Arméniens ne s'étaient pas soumis.
Tout cela a eu lieu lors de l'approche des Russes vers la ville de Van. Quant aux districts adjacents, les autorités ont recueilli les Arméniens et les ont conduits vers l'intérieur, où ils ont tous été abattus, aucun fonctionnaire du gouvernement ou homme privé, Turc ou Kurde, n'avait été tué. »
—Faiz El-Ghusein
Ibrahim Avras, un député de Van au Parlement ottoman, était dans la ville à l'époque, et signale que le CUP a secrètement incité les gens à attaquer les Arméniens.